# Jackson (Mississippi)
 For alternative betydninger, se Jackson. (Se også artikler, som begynder med Jackson)
Jackson er hovedstaden og den største by i staten Mississippi i USA samt den ene af hovedstæderne i Hinds County med Raymond som den anden. Byen har 153.701(2020) indbyggere, mens metropolområdet har en befolkning på lige over 500.0000. Byen er forholdsvis ung, idet den blev grundlagt i 1822.
Oprindeligt lå Mississippis hovedstad i Natchez vestpå i staten, men efter et ønske om en mere central hovedstad blev et handelssted kendt som LeFleur's Bluff valgt, og byen fik navnet Jackson til ære for general Andrew Jackson, der senere blev præsident.
Under den amerikanske borgerkrig brændte store dele af byen, og byen blev nærmest udslettet i 1863. Kun skorstenene stod tilbage, hvorfor byen fik øgenavnet Chimneyville. I 1960'erne dannede byen ramme om flere opgør og demonstrationer som følge af den daværende raceopdeling i Mississippi, bl.a. blev 300 anholdt for forstyrrelse af den offentlige orden. Den 12. juni 1963 blev folkeretsaktivisten Medgar Evers dræbt i Jackson. I 2004 blev byens lufthavn omdøbt til Jackson-Evers International Airport til ære for ham.

## Kendte personer fra byen
- LeAnn Rimes